# Гибалівська сільська рада
| Гибалівська сільська рада — сільська рада у складі Шаргородського району Вінницької області. Адміністративний центр — село Гибалівка. Сільській раді підпорядковані населені пункти: - с. Борівське - с. Гибалівка - с. Дерев'янки - с. Кропивня - c-ще Лукашівка - c-ще Мишівське - с. Роля - с. Сурогатка |

## Склад ради
| Гибалівська сільська рада | Гибалівська сільська рада | Гибалівська сільська рада     | Гибалівська сільська рада | Гибалівська сільська рада                                                               |
| № зп                      | № округу                  | Прізвище, ім'я, по батькові   | Дата визнання обраним     | Відомості про обраного депутата                                                         |
| «Партія регіонів»         | «Партія регіонів»         | «Партія регіонів»             | «Партія регіонів»         | «Партія регіонів»                                                                       |
| ------------------------- | ------------------------- | ----------------------------- | ------------------------- | --------------------------------------------------------------------------------------- |
| 1                         | 2                         | Гончарук Віктор Іванович      | 3 листопада 2010 р.       | Освіта вища, позапартійний, Гибалівська загальноосвітня школа, директор                 |
| 2                         | 3                         | Ковтун Анатолій Миколайович   | 3 листопада 2010 р.       | Освіта вища, позапартійний, відділ фізкультури і спорту РДА, начальик відділу           |
| 3                         | 4                         | Братюк Людмила Петрівна       | 3 листопада 2010 р.       | Освіта вища, позапартійна, Пенсійний фонд Шаргородського району, інспектор              |
| 4                         | 5                         | Косій Людмила Степанівна      | 3 листопада 2010 р.       | Освіта вища, член Партії регіонів, Гибалівська сільська рада, секретар                  |
| 5                         | 10                        | Шимкова Світлана Василівна    | 3 листопада 2010 р.       | Освіта вища, член Партії регіонів, Деревянська загальноосвітня школа, вчитель           |
| 6                         | 12                        | Андрієць Оксана Валеріївна    | 3 листопада 2010 р.       | Освіта вища, член Партії регіонів, Гибалівська сільська рада, зав. бібліотекою          |
| 7                         | 13                        | Тютюнник Петро Іванович       | 3 листопада 2010 р.       | Освіта середня, член Партії регіонів, Шаргородська РДА, черговий                        |
| 8                         | 16                        | Піх Лариса Петрівна           | 3 листопада 2010 р.       | Освіта вища, член Партії регіонів, Деревянська загальноосвітня школа, вчитель           |
| 9                         | 17                        | Федоришен Володимир Дмитрович | 3 листопада 2010 р.       | Освіта вища, член Партії регіонів, Деревянська загальноосвітня школа, директор          |
| 10                        | 18                        | Маліхатко Світлана Борисівна  | 3 листопада 2010 р.       | Освіта вища, член Партії регіонів, Деревянська загальноосвітня школа, вчитель           |
| 11                        | 20                        | Западнюк Галина Василівна     | 3 листопада 2010 р.       | Освіта вища, член Партії регіонів, Гибалівська сільська рада, інспектор військов.обліку |
| Самовисування             |                           |                               |                           |                                                                                         |
| 1                         | 1                         | Бабич Віктор Іванович         | 3 листопада 2010 р.       | Освіта вища, позапартійний, пенсіонер                                                   |
| 2                         | 6                         | Гуцол Володимир Олексійович   | 3 листопада 2010 р.       | Освіта середня, позапартійний, Гибалівське КП «Агрокомунсервіс», директор               |
| 3                         | 7                         | Білава Анатолій Васильович    | 3 листопада 2010 р.       | Освіта вища, позапартійний, Гибалівська загальноосвітня школа, завуч                    |
| 4                         | 8                         | Бадюк Микола Сазонович        | 3 листопада 2010 р.       | Освіта вища, позапартійний, пенсіонер                                                   |
| 5                         | 9                         | Короп Галина Миколаївна       | 3 листопада 2010 р.       | Освіта вища, позапартійна, Гибалівська загальноосвітня школа, бібліотекар               |
| 6                         | 11                        | Мишолов Олег Григорович       | 3 листопада 2010 р.       | Освіта вища, позапартійний, приватний підприємець                                       |
| 7                         | 14                        | Короп Володимир Гаврилович    | 3 листопада 2010 р.       | Освіта середня, позапартійний, Шаргородське газове господарство, слюсар                 |
| 8                         | 15                        | Кравецька Інна Дмитрівна      | 3 листопада 2010 р.       | Освіта вища, позапартійна, тимчасово не працює                                          |
| 9                         | 19                        | Гереш Сергій Володимирович    | 3 листопада 2010 р.       | Освіта вища, позапартійний, Пенсійний фонд Шаргородського району, спеціал-.ревізор      |

## Керівний склад сільської ради
| ПІБ                        | Основні відомості                                                  | Дата обрання | Дата звільнення |
| -------------------------- | ------------------------------------------------------------------ | ------------ | --------------- |
| Лукашик Олександр Іванович | Сільський голова , 1966 року народження, освіта, безпартійний      | 26.03.2006   | 31.10.2010      |
| Лукашик Олександр Іванович | Сільський голова , 1966 року народження, освіта вища, безпартійний | 31.10.2010   |                 |

Примітка: таблиця складена за даними джерела